# Петрович, Драган
Драган Петрович (серб. Драган Петровић / Dragan Petrović; род. 17 декабря 1961, Белград, Социалистическая Федеративная Республика Югославия) — югославский и сербский актёр. Преподавал на Факультете драматического искусства в Университете искусств в Белграде.

## Биография
Дебютировал в 1978 году, снялся в сотне фильмов и телесериалов. Наиболее известные роли — солдат Республики Сербской Лаза в военном фильме Срджана Драгоевича «Красивые деревни красиво горят» (1996) и наркоторговец Нешке в криминальной драме Срджана Голубовича «Абсолютная сотня» (2001).
Женат на актрисе Ольге Оданович, у пары двое детей.

## Фильмография
| Год       |   | Русское название                 | Оригинальное название     | Роль                         |
| --------- | - | -------------------------------- | ------------------------- | ---------------------------- |
| 1984      | ф | Балканский шпион                 | Балкански шпијун          | фотограф                     |
| 1987      | ф | Дежа вю                          | Већ виђено                | Бобика                       |
| 1987      | ф | Колёса страха                    | The Misfit Brigade        | партизан из Бектовки         |
| 1990      | ф | Святое место                     | Sveto mesto               | богослов                     |
| 1996      | ф | Красивые деревни красиво горят   | Лепа села лепа горе       | «Лаза», солдат-доброволец    |
| 1998      | ф | Шершень                          | Стршљен                   | инспектор Петер Хелмер       |
| 1999      | ф | Нож                              | Нож                       | Огнен Баркович               |
| 2001      | ф | Абсолютная сотня                 | Апсолутних сто            | Нешке, наркоторговец         |
| 2007      | ф | Четвёртый человек                | Четврти човек             | инспектор Жаркович           |
| 2010      | ф | Монтевидео: Божественное видение | Монтевидео, Бог те видео! | Фридрих Попс                 |
| 2013      | ф | Фальсификатор                    | Фалсификатор              | Любинко                      |
| 2014      | ф | Я защищал «Молодую Боснию»       | Бранио сам Младу Босну    | судья Куринальди             |
| 2017      | с | Тень над Балканами               | Сенке над Балканом        | доктор Константин Авакумович |
| 2018—2020 | с | Военная академия                 | Војна академија           | Васа Савич, отец Светланы    |